# Benedikt V.

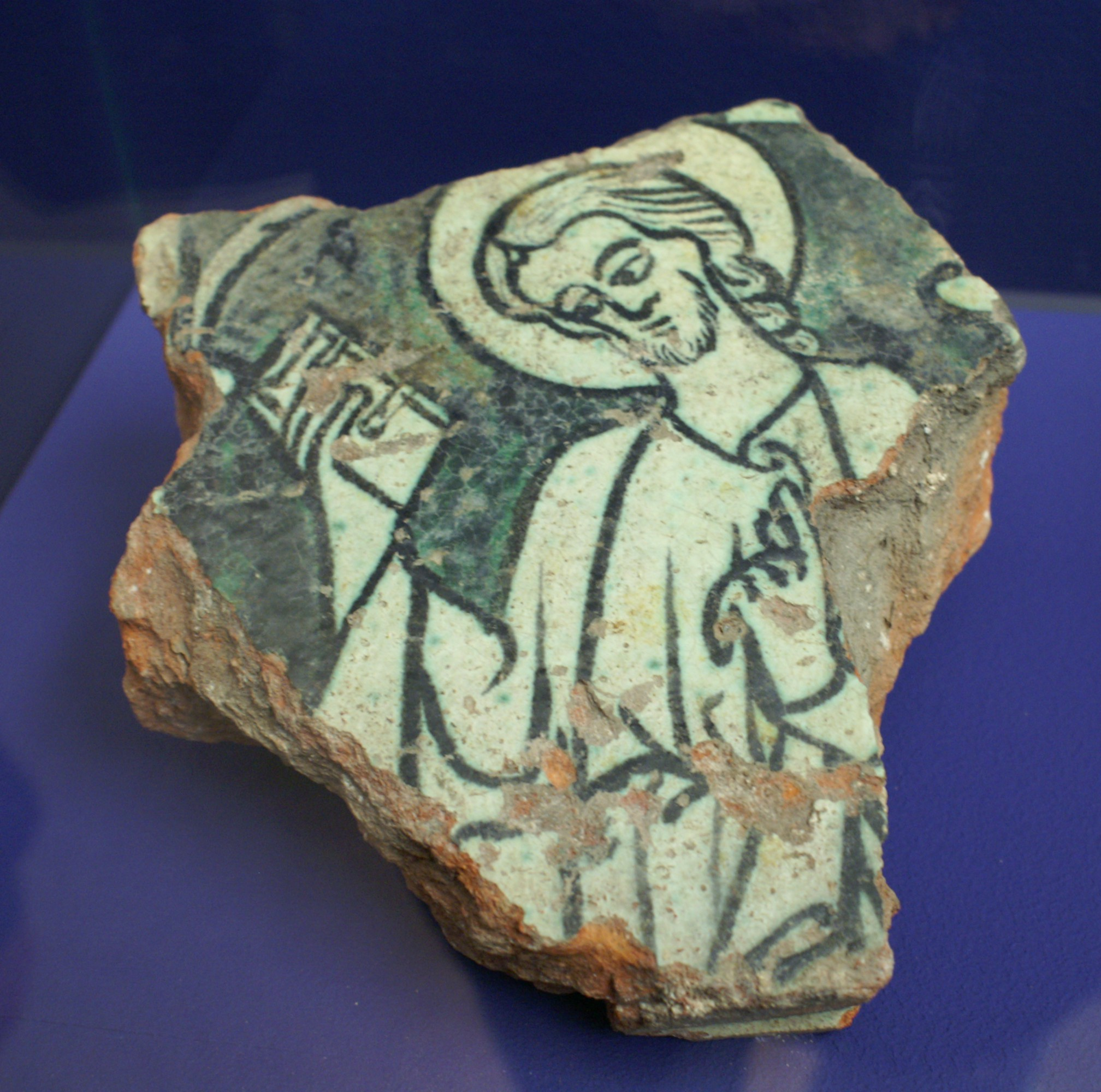
Scherbe vom Scheingrab (Kenotaph) Papst Benedikt V. in Hamburg, Terracotta, vermutlich Frankreich, 13. Jahrhundert

Benedikt V. (* in Rom; † 4. Juli 965 oder 966 in Hamburg) war vom 22. Mai bis zum 23. Juni 964 Papst der katholischen Kirche.

## Leben
Benedikt war Sohn des Römers Johannes aus der Regio Marcelli. Benedikt galt als gelehrter Mann, was ihm den Beinamen Grammaticus einbrachte. Er wurde vom römischen Patriziat 964 nach dem Tod von Papst Johannes XII. zunächst zum Papst gewählt. Kaiser Otto I. forderte jedoch eine Restitution des zuvor aus Rom vertriebenen Leo VIII., weil die Römer gegen das auch von Johannes XII. zunächst gebilligte Privilegium Ottonianum verstoßen hätten. Dennoch wurde Benedikt auf den Papstthron gehoben. Papst Benedikt bemühte sich, die Schmach der letzten Jahre zu tilgen. Nach der Eroberung Roms ließ der Kaiser dennoch von einer Lateransynode Ende Juni 964 Benedikt V. absetzen und Leo VIII. wieder einsetzen. Benedikt wurde am 23. Juni von den Römern an Kaiser Otto I. übergeben und auf der Synode als Gefangener vorgeführt. Als Invasor, Usurpator und Eidbrüchiger angeklagt, verzichtete er auf Verteidigung und bekannte sich schuldig. Er wurde als abgesetzt und als aus Rom verbannt erklärt, zum Diakon degradiert und der Aufsicht des ebenfalls in Rom anwesenden Hamburger Erzbischofs Adaldag unterstellt. Als Gefangener des Kaisers wurde er von Adaldag nach Hamburg mitgenommen. Adaldag ging mit Benedikt respektvoll um, trotzdem fühlte er sich unwohl im nordischen Klima und soll gesagt haben: „Bei euch Hyperboreern kann kein italisch Herz warm werden.“ Außerdem prophezeite Benedikt, dass Hamburg, solange seine Gebeine hier ruhen würden, zerstört und verwüstet würde und wilde Tiere in den Trümmern hausten. Nachdem er kurze Zeit nach seiner Ankunft in Hamburg, am 4. Juli 965 (nach anderen Angaben 966) gestorben war, wurde sein Leichnam auf Geheiß Ottos III., vom späteren Wormser Bischof Razo, um 998 aus dem Grab im alten Hamburger Mariendom genommen und nach Rom verbracht.
Als ab 1245 der alte Mariendom als dreischiffige frühgotische Backsteinbasilika errichtet wurde, war das leere Papstgrab des Vorgängerbaus noch im Gedächtnis. Ratsherr Nicolas Franzoyser ließ um 1280 in Frankreich wertvolle Kacheln brennen und die Hamburger errichteten Papst Benedikt V ein Kenotaph, ein leeres Grabdenkmal. Auf der 25 cm hohen Platte des Kenotaphs war der Papst abgebildet mit Heiligen und Rittern an den Seiten. 1782 wurde das Kenotaph bei einem Kirchenumbau zerschlagen und die Kachelreste in eine Grube geworfen, von denen einige 1949 wiedergefunden wurden, die heute im Museum für Hamburgische Geschichte ausgestellt sind.